# Colonia los Encinitos
Colonia los Encinitos är en ort i Mexiko.   Den ligger i kommunen Pinos och delstaten Zacatecas, i den centrala delen av landet, 400 km nordväst om huvudstaden Mexico City. Colonia los Encinitos ligger 2 135 meter över havet och antalet invånare är 417.
Terrängen runt Colonia los Encinitos är kuperad åt sydväst, men åt nordost är den platt. Runt Colonia los Encinitos är det glesbefolkat, med 19 invånare per kvadratkilometer. Närmaste större samhälle är Colonia la Laborcilla, 14,9 km sydost om Colonia los Encinitos. Trakten runt Colonia los Encinitos består till största delen av jordbruksmark.